# 카비타 카우시크
카비타 카우시크(Kavita Kaushik, 1981년 2월 15일 ~ )는 인도의 배우, 모델, 사회자이다.